# Anne-Claire Taittinger
Pour les autres membres de la famille, voir Famille Taittinger.
Anne-Claire Taittinger, né le 3 novembre 1949 à Gueux, est une femme d'affaires française.

## Biographie

### Jeunesse et études
Anne-Claire Taittinger naît le 3 novembre 1949 à Gueux du mariage de Jean Taittinger et de Corinne Deville. Elle est la sœur de Jean-Frantz Taittinger et de Pierre-Emmanuel Taittinger.
Elle est admise à l'Institut d'études politiques de Paris, dont elle est diplômée en 1975 (section Politique, économique et sociale). Elle obtient par ailleurs une une maîtrise en sociologie urbaine, un DESS en urbanisme et aménagement du Territoire. Elle est titulaire d'un Executive MBA d'HEC Paris (CPA Paris).
En 1978, elle épouse Joachim Bonnemaison, photographe, mariage dont sont issus deux enfants ; puis après 2006 Jean-Claude Meyer, banquier d'affaires, dont elle divorce en 2014.

### Parcours professionnel
Elle débute en 1976 dans les filiales départementales d'aménagement urbain de la Caisse des dépôts et consignations, puis, en 1979, elle assume progressivement au sein du Groupe du Louvre puis dans le groupe familial Taittinger des responsabilités opérationnelles dans le domaine industriel (Compagnie financière Deville, Compagnie financière Marcel Leblanc et ELM Leblanc),dont elle assure successivement le secrétariat général puis la présidence, avant d'en conduire la cession.Elle assure le lancement et la direction des parfums Annick Goutal jusqu'en 1992 en tant que PDG puis à partir de 1993 la direction exécutive de Baccarat dont elle devient PDG jusqu'en 2005.
Parallèlement elle prend la direction exécutive des deux holdings cotées Société du Louvre (n°2 européen de l'hôtellerie économique et n°1 en hôtellerie de luxe) et groupe Taittinger.
Après la cession en 2005 du groupe Taittinger-Louvre au fonds d'investissement Starwood Capital, elle fait partie du pool d'investisseurs acquéreurs du Champagne Taittinger en 2006.
Elle est membre fondateur et actionnaire du Women's Forum jusqu'à sa reprise par Publicis et investisseur de l’Hôtel Mont-Blanc à Chamonix, jusqu'à sa cession au groupe H8.
Elle est jusqu'en 2013 administrateur de PlaNet Finance (ONG), de Club Med jusqu'en 2015 et du Groupe Carrefour jusqu'en 2018 ainsi que de l'Institut Français des Administrateurs.
A ce jour[Quand ?], elle est administrateur de Thales.

## Décoration
Le 13 juillet 2006, elle est nommée au grade de chevalier dans l'ordre national de la Légion d'honneur au titre de « présidente du directoire d'un groupe de sociétés ; 30 ans d'activités professionnelles ».